# Serie A 1950 (pallanuoto maschile)
La Serie A 1950 fu la 31ª edizione della massima serie del campionato italiano maschile di pallanuoto. Si imposero in campioni in carica della Rari Nantes Napoli, vincendo il quinto ed ultimo scudetto della sua storia, mentre la Triestina retrocedette in Serie B.

## Risultati
| Serie A 1950 | RNN  | LAZ  | CAN | FLO  | CAM   | AND  | STU   | TRI  |
| ------------ | ---- | ---- | --- | ---- | ----- | ---- | ----- | ---- |
| R.N. Napoli  |      | 6-2  | 6-4 | 2-5  | 13-2  | 7-2  | 10-2  | 6-3  |
| Lazio        | 6-3  |      | 5-3 | 5-4  | 6-4   | 12-1 | 2-0 * | 12-1 |
| Can. Napoli  | 1-4  | 6-2  |     | 7-2  | 7-2   | 9-3  | 12-3  | 11-3 |
| Florentia    | 2-2  | 6-3  | 3-4 |      | 6-3   | 6-2  | 6-3   | 7-2  |
| Camogli      | 2-3  | 5-4  | 4-3 | 8-3  |       | 6-2  | 6-0   | 5-1  |
| Andrea Doria | 4-1  | 5-7  | 3-3 | 2-5  | 0-2 * |      | 1-2   | 14-1 |
| Sturla       | 2-10 | 3-5  | 2-3 | 3-5  | 4-2   | 2-4  |       | 6-2  |
| Triestina    | 2-3  | 0-11 | 3-3 | 1-10 | 1-11  | 3-5  | 5-7   |      |
|              |      |      |     |      |       |      |       |      |

Le partite contrassegnate da un asteriscono indicano una vittoria a tavolino. I totali delle reti segnate e subite non quadrano con quelli pubblicati.

## Classifica Finale
|  |    | Classifica 1950   | Pt | G  | V  | N | P  | GF | GS  |  |
|  | -- | ----------------- | -- | -- | -- | - | -- | -- | --- |  |
|  | 1. | Napoli            | 21 | 14 | 10 | 1 | 3  | 76 | 39  |  |
|  | 2. | Lazio             | 20 | 14 | 10 | 0 | 4  | 84 | 46  |  |
|  | 3. | Canottieri Napoli | 19 | 14 | 9  | 1 | 4  | 74 | 44  |  |
|  | 4. | Florentia         | 19 | 14 | 9  | 1 | 4  | 71 | 47  |  |
|  | 5. | Camogli           | 16 | 14 | 8  | 0 | 6  | 61 | 53  |  |
|  | 6. | Andrea Doria      | 8  | 14 | 4  | 0 | 10 | 45 | 65  |  |
|  | 7. | Sturla            | 8  | 14 | 4  | 0 | 10 | 39 | 73  |  |
|  | 8. | Triestina         | 1  | 14 | 0  | 1 | 13 | 28 | 111 |  |

## Verdetti
- Rari Nantes Napoli Campione d'Italia
- Triestina retrocessa in Serie B